# خليل الخالدي
خليل الخالدي (1863-1941) أديب ورحالة فلسطيني، ولد في القدس. انتقل إلى الأزهر والعاصمة العثمانية ودرس فيها على يد كبار مشايخ العصر أمثال شيخ الإسلام عبد الرحمن الشربيني، والشيخ جمال الدين الأفغاني. كان من مؤسسي حزب الإتحاد والترقي وهو أول حركة معارضة في الإمبراطورية العثمانية.

## حياته
عين خليل جواد الخالدي كان عضواً في مجلس التدقيقات الشرعية في الأستانة عام 1906، وعين لقضاء قالقاندس من بلاد الروم العثمانية. وكان من القائمين بالإنقلاب المعروف على السلطان عبد الحميد سنة 1908. قُلد رئاسة محكمة الإستئناف الشرعية في القدس أربعة عشر عاماً، وكان عضواً في المجمع العلمي العربي في دمشق.
بعد وفاة كامل الحسيني أُختير الخالدي لرئاسة محكمة الإستئناف بينما عين الحاج أمين الحسيني مفتياً. وساعد في تجهيز المكتبة الخالدية في باب السلسلة بالقدس. وبعد إقامة «المجلس الإسلامي الأعلى»، إختلف مع الحاج أمين الحسيني، فانضم إلى صفوف المعارضة وأصبح من رؤسائها. وفي سنة 1935 أحيل إلى التقاعد بسبب أمين الحسيني، كان يهوى المخطوطات والآثار العلمية والفكرية فكتب العديد من المؤلفات عنها في صحيفة العرب في عام 1933 بعنوان "الأندلس كما تراها اليوم".
عاد إلى القاهرة سنة 1941 وتوفي فيها.